# Lützowsches Freikorps

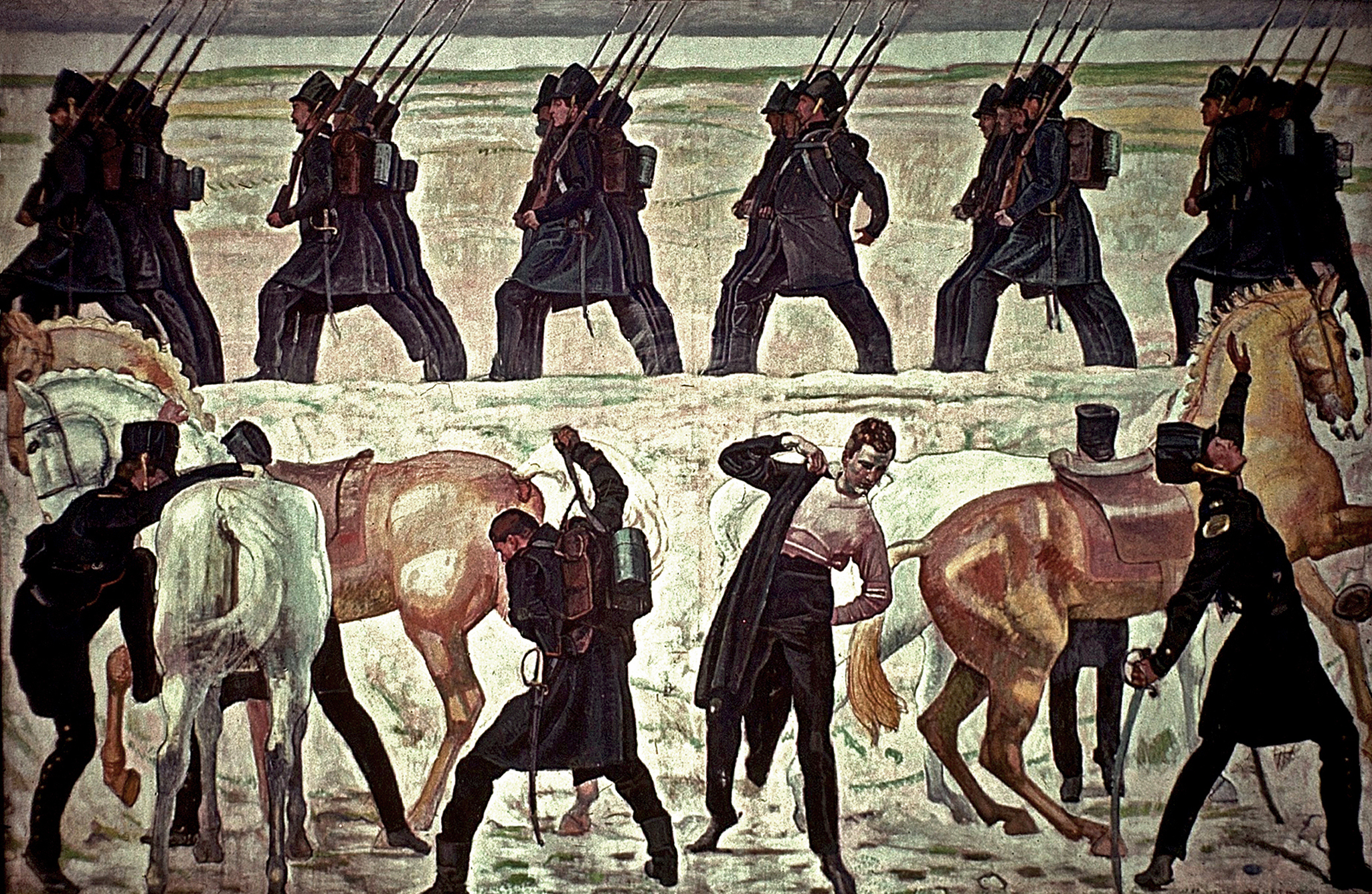
Obra del destacado pintor suizo Ferdinand Hodler realizada entre 1908 y 1909, representando a varios milicianos de las Lützowsches Freikorps.

El Lützowsches Freikorps fue una fuerza armada voluntaria del ejército del Reino de Prusia durante las Guerras Napoleónicas. El nombre proviene de su comandante Ludwig Adolf Wilhelm von Lützow.

## Orígenes
En febrero de 1813 se fundó oficialmente la unidad bajo el nombre de Königlich Preußisches Freikorps von Lützow (literalmente, Real Cuerpo de Liberación prusiano von Lützow) formada básicamente por estudiantes y universitarios provenientes de toda Alemania con el único fin de luchar contra las tropas de Napoleón. Dado que Prusia tenía graves problemas de financiación para sus fuerzas regulares, los voluntarios tenían que equiparse y suministrarse ellos mismos como podían. Por ese motivo, el color elegido para el uniforme fue el negro, ya que era el único que podrían utilizar para teñir la ropa civil. Las insignias eran de color rojo y los botones eran de bronce, creando una combinación que se asoció a los ideales republicanos.
El Lützowsches Freikorps contó de media con 2900 efectivos de infantería, 600 de caballería y 120 de artillería, que variaron durante la guerra. Estos voluntarios participaron en muchas batallas como independientes al inicio y luego como unidad regular de los ejércitos aliados.
En 1814 se disolvió el cuerpo tras lograr la paz. La infantería se convirtió en el 25º Regimiento y la caballería en el 6º de Ulanos. Tras el regreso de Napoleón, ambos regimientos lucharon en la Batalla de Ligny y de Waterloo.
- Datos: Q512996
- Multimedia: Lützow Free Corps / Q512996